# Trinity Broadcasting Network
Trinity Broadcasting Network (TBN) è il maggior network televisivo cristiano statunitense.
L'emittente televisiva nacque nel 1973 ad opera di Paul Crouch, giovane pastore delle Assemblee di Dio Americane (St. Joseph, Missouri 30 marzo, 1934 – 30 novembre, 2013), insieme a sua moglie Jan Crouch e con Jim e Tammy Bakker, e si espanse sempre di più fino a diventare il primo ed il maggiore proprietario in assoluto di emittenti satellitari religiose negli Stati Uniti d'America. La sede principale della TBN si trova in Costa Mesa, nella Contea di Orange (California), USA.
Il network ha un totale di 5 emittenti oltre alla TBN che sono The Church Channel, Smile of a Child TV, TBN Enlace e JCTV, che si dividono la diversa utenza americana. La TBN è proprietaria di 35 canali televisivi full-power e 252 canali televisivi low-power che diffondono le sue trasmissioni in tutte le zone degli USA e per migliorare la sua capillarità, può contare su oltre 100 emittenti affiliate americane.
Nel mondo, i canali TBN, vengono trasmessi su 70 satelliti e su oltre 18.000 canali televisivi affiliati ed inoltre il gruppo possiede altre stazioni televisive che trasmettono in paesi esteri, come la TBNE, la versione in lingua italiana dell'emittente televisiva americana ricevibile in Italia, un canale in chiaro presente sul satellite Hotbird e ritrasmesso in digitale terrestre.

## Palinsesto
La TBN trasmette durante l'arco della giornata programmi religiosi offrendo un panorama variegato del mondo cristiano. Offre trasmissioni di stampo protestante classico, evangelico delle più disparate confessioni, delle Assemblee di Dio Americane, del Movimento carismatico che è la versione cattolica del Pentecostalismo, e persino alcune trasmissioni del Giudaismo messianico, il tutto sempre con un grande occhio di riguardo ad associazioni di beneficenza e caritative. La Chiesa evangelica della riconciliazione del pastore della Comunità di Torino, Ernest Daniel Bretscher, tiene spesso prediche trasmesse sul canale televisivo. La TBN opera senza nessun tipo di pubblicità se non quella di trasmettere le Verità Bibliche ponendo enfasi particolare sull'evangelizzazione ed esortando chiunque ascolta ad avere un rapporto personale con il Signore e Salvatore Gesù Cristo. Tra i programmi più famosi, ci sono le trasmissioni come This is your day condotte dal pastore americano Benny Hinn, appartenente alla corrente carismatico-pentecostale. Benny Hinn che, grazie alla TBNE, si è potuto far conoscere anche in Italia. Joel Osteen della Lakewood Church è un altro importante predicatore della TBN, così come Reinhard Bonnke e Joyce Meyer.